# Cratere Carlos
Carlos è un cratere lunare di 4,67 km situato nella parte nord-orientale della faccia visibile della Luna.